# 天主教法恩扎-莫迪利亞納教區
天主教法恩扎-莫迪利亞納教區（拉丁語：Dioecesis Faventina-Mutilensis）是羅馬天主教在意大利北部艾米利亚-罗马涅大區設立的教區。
1986年由法恩扎教区和莫迪利亞納教区合并成立。现在是天主教博洛尼亚总教区的附属教区。2010年，在當地132,084人口中，有教友124,128人，佔轄區總人口94%、88個堂區、124名司鐸、18名修士、172名修女、7名執事。現任教區主教為馬里奧·圖素。